# NK Majstor s mora Split

## Povijest kluba
JŠK Vuk bio je nogometni klub iz grada Splita.
Osnovan je 1932. godine u Splitu spajanjem dvaju dotadašnjih splitskih nogometnih klubova - JŠK Aurora (osnovan 1931. godine.) i SK Dalmatinac (osnovan 1929. godine). Vuk je više puta osvajao prvenstvo Splitskog nogometnog podsaveza. Krajem 1937. dolazi do ideje da se Vuk fuzira s ponovno osnovanim nogometnim klubom AŠK (Akademski športski klub) iz Splita. 

Na izvanrednoj skupštini održanoj 21.studenoga 1937. godine promijenili su ime u JŠK Majstor s mora. Na istoj sjednici izabrana je i nova uprava kluba na čelu s inž. Zvonimirom Celićem. 

Klub je djelovao je do 29. srpnja 1940. godine, kada su se spojili sa "Splitom".

## Igralište
Svoje utakmice JŠK Vuk/Majstor s mora igrao je na vlastitom igralištu na Lovretu koje se nalazilo na mjestu gdje je danas Park Emanuela Vidovića. Izgrađeno 1931. godine kao igralište Dalmatinca. 

## Klupski uspjesi
- Jesensko prvenstvo Splitske zone Splitskog nogometnog podsaveza (SNP) 1932.

1. Split 9 bodova
2. Vuk 7
3. Solin 2
4. Orijent (Split) 0

- Jesensko prvenstvo Splitske zone SNP-a 1933.:

1. Vuk 12
2. AŠK 6
3. Solin 4
4. Orijent 2

- Proljetno prvenstvo Splitske zone SNP-a 1934.:

1. Vuk 12
2. AŠK 10
3. Solin 2

- Jesensko prvenstvo Splitske zone SNP-a 1934.:

Split - Vuk 2:0, Split prvak zone 
- Proljetno prvenstvo SNP-a 1935.:

Vuk prvak VI. grupe ispred Splita i AŠK-a 
U finalu SNP-a Vuk u 2 utakmice gubi od šibenskog Osvita. 
- Jesensko prvenstvo Splitske zone SNP-a 1935.:

1. Split 6
2. Vuk 4
3. Solin 2
4. AŠK 0, odlukom Jugoslavenskog nogometnog saveza prvenstvo je poništeno

- Proljetno prvenstvo Splitske zone SNP-a 1936.:

1. Hajduk 20
2. Vuk 8
3. (zadnji) Split 3

- Jesensko prvenstvo Splitske zone SNP-a 1936.:

1. Osvit 11
2. Vuk 10
3. (zadnji) Split 5

- Proljetno prvenstvo Splitske zone SNP-a 1937.:

1. Osvit 15
2. Vuk 12
3. Split 8

- Prvenstvo SNP-a 1937/38 I. razred:

1. Split 14
2. Majstor s mora 13

- Prvenstvo SNP-a 1938/39:

1. Split 17 (prvak)
2. Majstor s mora 17

## Zanimljivosti
JŠK Vuk 1937. godine uzima ime JŠK Majstor s mora. Uprava koju su tada činili većinom predstavnici građanske sredine nastojala je podići razinu organizacijskih i natjecateljskih uvjeta.
 Već od 1939. radilo se na spajanju kluba s JRNK Split. Predstavnici JRNK Split Ante Krstulović "Snaga", Ćiro Lalić i Miće Perović, te predstavnici JŠK Majstor s mora Rade Jerin, Pjero Reić i Andrija Križević "Drina" spojili su klubove 29. srpnja 1940. godine, čime je RNK Split nakon 1926. godine dobio kvalitetno igralište usred grada. Novi klub dobio je ime RSK Split. Iz redova majstora s mora u Drugom svj. ratu je poginulo 16 igrača, među njima i narodni heroj Vlade Bagat.
Klub je 1939. godine gostovao u Albaniji (Tirana i Drač), pri čemu je jednu uatkmicu dobio, a dvije izgubio.

## Poznate postave Vuka/Majstora s mora
- Sastav Majstora s mora 1938.

Božidar Perlain "Lela", Bruno Radovniković, Veljko Hajek, Stanko Majić, Andrija Križević "Drina", Ratko Jakaša, Josip Dvornik "Bistre", Braco Sokol, Ivo Hajek, Ante Bagat i Radivoj Jelačić "Moša". 

- Sastav Majstora s mora 1939.

Mihaljević, Kragić, Borozan, Križević, Perlain, Radovniković, Majić, Bagat, Dvornik, Jakaša i Jelačić. Još su igrali i braća Hajek, Poljak i Reić. 

- Juniorska momčad Majstora s mora 1938.

Borozan, Ružić, Vlajčević, Andrijašević, Poštenjak, Jakelić, Bagat, Jankov, Drašković, Fabrio (vratar) i Tvrdić. 